# Museo del fumetto e dell'immagine
Il Museo del fumetto e dell'immagine è stato un museo di Lucca, situato nell'ex caserma Lorenzini in piazza San Romano 4.

## Storia
Il museo, nato da un'idea dello studioso di fumetti e direttore editoriale Gianni Bono, fu aperto al pubblico nel 2002. Inizialmente era indicato come Museo Nazionale del Fumetto, terminologia impropria in quanto la proprietà non era nazionale bensì comunale, come specificò a suo tempo l'allora sindaco Mauro Favilla.
Nel 2014 il museo venne chiuso in previsione di un cambio di gestione. Nel 2023 il ministro della Cultura Gennaro Sangiuliano ha annunciato la futura riapertura del museo in altra sede.

## Organizzazione

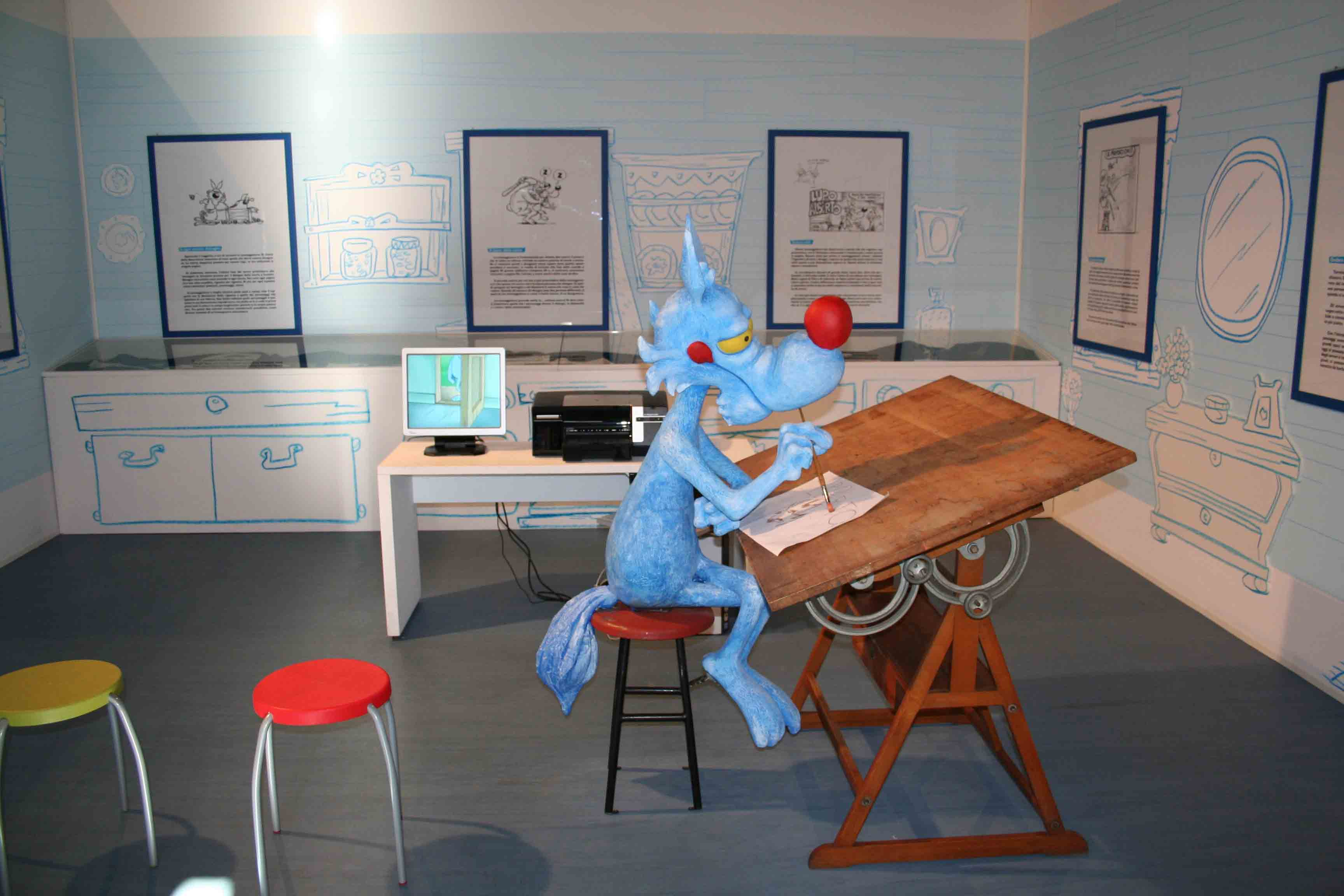
Sala di Lupo Alberto

Il museo si snodava in varie sale, la prima delle quali era dedicata a Sergio Tofano e al suo Signor Bonaventura. Dopo di questa se ne incontravano delle altre dedicate a fumetti italiani d'epoca, quali Frugolino, il Novellino,  il Corriere dei Piccoli, e spazi dedicati ad autori come Antonio Rubino. Erano inoltre esposti alcuni dei primi numeri di Topolino in formato giornale. Si arrivava poi a sale dedicate a fumetti e autori più recenti, come  Federico e Luciano Pedrocchi. La visita si concludeva con Tex, Diabolik e con la sala dedicata al mondo Disney e a Jacovitti. 
Dopo lavori di restauro della struttura, nel 2005 s'inaugurò la seconda parte del museo e nel 2006 la terza. Le sculture all'interno del museo e le scenografie furono realizzate da Renzo Pardini e Roberta Traversa in collaborazione con gli autori dei personaggi dei fumetti.
Era poi presente un percorso interattivo comprendente "Le case dove vivono i sogni", Lupo Alberto che insegnava come nasce un albo a fumetti, la Sala Disney, il Laboratorio di Art Attack.